# Claude-Auguste Lamy
Claude-Auguste Lamy (Ney, 15 giugno 1820 – 20 marzo 1878) è stato un chimico francese.
Nel 1862 ha scoperto l'elemento chimico Tallio, indipendentemente dall'altro scopritore William Crookes. Si formò studiando presso la prestigiosa École normale supérieure di Parigi e fu compagno di studi di Louis Pasteur. Intraprese poi la carriera di professore universitario.